# Kohana
Kohana (ранее англ. Blue Flame — «Голубое пламя») — PHP5 веб-фреймворк с открытым кодом, который использует архитектурную модель HMVC (Hierarchical Model View Controller — Иерархические Модель-Контроллер-Вид). Его цели — быть безопасным, лёгким и простым в использовании.
Электронный журнал для веб-разработчиков PHP Inside признал Kohana «выбором редакции … за архитектуру, быстроту и сообщество»

## История
Проект Kohana был создан как ветвь PHP фреймворка CodeIgniter под именем Blue Flame. Главной причиной форка был переход к более открытой для общественности модели разработки, потому, что многие пользователи были недовольны скоростью разработки и исправления ошибок в CodeIgniter. Rick Ellis — создатель и владелец CodeIgniter — был счастлив видеть форк своего проекта, но помогать отказался; он подтолкнул новый проект к созданию собственной документации и посоветовал переименовать проект. В июле 2007 Blue Flame был переименован в Kohana для того, чтобы избежать проблем с авторскими правами в будущем.
Название Kohana было выбрано, когда разработчики начали просматривать словари коренных американцев для того, чтобы выбрать слово, не нарушающее авторские права. Kohana на языке Сиу значит «быстрый».
В апреле 2014 года главный разработчик shadowhand заявил, что развитие проекта завершено, однако фреймворк продолжает разрабатываться и поддерживаться сообществом, а на официальном сайте продолжают выходить обновления.
4 февраля 2017 года проект был закрыт, главный разработчик "shadowhand" сообщил об этом на сайте фразой "Kohana is DEAD".
После закрытия проекта участники сообщества рассматривали различные варианты фреймворков для миграции, и как выяснилось, любая миграция была бы очень трудной. Поэтому участники сообщества создали форк проекта, который был назван Koseven. Koseven может работать в качестве замены для движка Kohana в проектах, которые до сих пор его используют. Основная цель проекта это исправление ошибок и поддержка новых версий PHP, в то время, как новый функционал рекомендуется добавлять через расширения.

## Особенности
- Высокая безопасность
- Хорошо прокомментированный код и встроенные средства отладки и профилирования
- Прост в понимании
- Использует парадигму HMVC
- Поддержка UTF-8
- Очень легко расширяем
- Распространяется по лицензии BSD

## Технологии
- Строгое Объектно-ориентированное программирование, реализованное на PHP5
- Простая абстракция базы данных c использованием SQL драйверов

## Версии

### Ветви разработки
В настоящее время параллельно разрабатываются три ветви:
- Ветвь 3.1.x. Последняя стабильная версия 3.1.5 (поддержка закончена).
- Ветвь 3.2.x. Последняя стабильная версия 3.2.2. (поддержка закончена).
- Ветвь 3.3.x. Рекомендуется для вновь разрабатываемых приложений[11]. Текущая стабильная версия 3.3.0. Официальная поддержка до ноября 2013 г. В данной ветке продолжена переработка механизма «запрос-ответ» (Request/Response), особенно в части HMVC-запросов, изменения в роутинге (фильтры, см. #4388 (англ.))

### Ответвления от основных версий
- KoSeven - Это элегантный объектно-ориентированный фреймворк HMVC с открытым исходным кодом, созданный командой добровольцев с использованием PHP7. Он быстрый, безопасный и компактный. KoSeven основан на уже не поддерживаемом разработчиками фреймворке Kohana 3.3.X и почти полностью совместим с ним. Сайт проекта https://koseven.dev/

### Различия между версиями

#### Отличие Kohana от CodeIgniter
- Строгое PHP5 ООП. Предполагает много плюсов: защита видимости, автоматическая подгрузка классов, перегрузка свойств и методов, интерфейсы, абстрактные классы, и применение паттерна одиночка (singleton).
- Kohana присоединилась к инициативе GoPHP5. Все релизы после 2.2 будут соответствовать этим правилам.
- Сохранен стиль CodeIgniter. Любой, кто использовал CodeIgniter, быстро поймет структуру Kohana.
- Управляется сообществом, не компанией. Kohana управляется дискуссиями, идеями и кодом сообщества. Разработчики Kohana из всех уголков света, каждый со своим собственным талантом. Это позволяет ускорить и сделать более гибким цикл разработки в котором реагирование на проблемы занимает часы, вместо дней или месяцев.
- Массивы GET, POST, COOKIE, и SESSION работают как предполагается. Kohana не ограничивает доступ к глобальным переменным, но предоставляет ту же фильтрацию и XSS защиту, что и CodeIgniter.
- Каскадные ресурсы, модули и наследование. Контроллеры, модели, библиотеки, хелперы, и виды могут быть загружены из любого места вашей системы, приложения, или модуля. Опции конфигурации наследуемы и могут динамически перезаписываться каждым приложением.
- Нет конфликтов пространств имён. Суффиксы классов, как «_Controller», используются для предотвращения конфликтов пространства имён. Это позволяет пользовательским контроллерам и моделям загружаться в одно и то же время.
- Настоящая автозагрузка классов. Действует для библиотек, контроллеров, моделей, и хелперов. Это не предзагрузка, а настоящая динамическая подгрузка классов при их инициализации.
- Хелперы — статические классы, не функции. Для примера, вместо использования «form_open()», вы можете использовать «form::open()».
- Связанность драйверов библиотек и API.
- Мощный обработчик событий. В Kohana события могут быть динамически добавлены, заменены или, даже, удалены. Это позволяет вносить значительные изменения в процесс работы Kohana, без модификации существующего системного кода.

#### Отличие Kohana 3 от Kohana 2.х
Версии 2.х и 3 фреймворка Kohana следует рассматривать как разные фреймворки. Основные отличия версии 3 по сравнению с 2.х:
- Изменена организация файловой системы. Все классы выделены в каталог classes с подкаталогами model и controller для моделей и контроллеров соответственно. Библиотеки и хэлперы в Kohana 3.x хранятся вместе и по сути теперь не отличаются друг от друга.
- Единое правило именования классов. Имя любого класса должно соответствовать каталогу, в котором расположен файл этого класса (например, класс Model_Foo_Bar должен располагаться в файле classes\model\foo\bar.php).
- Часть функциональности ядра вынесена в отдельные модули (например, Database, ORM), которые можно отключать.
- Больший контроль над кодом, выполняемым до загрузки фреймворка. В связи с этим из ядра фреймворка были удалены события (Events) и хуки (Hooks).
- Новый механизм роутинга.
- Значительные изменения в слоях Database и ORM.
- Можно запустить любой контроллер и получить его вывод не только по HTTP, но и прямо из кода (указав роут), минуя протокол HTTP. Это позволяет вынести независимые блоки генерируемого контента в отдельные контроллеры, а также упрощает клиент-серверное взаимодействие в AJAX[13][14].

#### Отличие Kohana 3.1 от Kohana 3.0
В ветке 3.1.x произошло разделение объекта Request на отдельные классы Request и Response. Кроме того, валидация теперь также распределена между классами Validation (управление ходом валидации) и Valid (набор стандартных статических правил, аналогично классу Valid в Kohana 2.3.4). Более подробно об основных изменениях можно почитать в официальной документации (англ.).

#### Отличие Kohana 3.2 от Kohana 3.1
Основным изменением в ветке 3.2.x стала переработка механизма работы с конфигурационными файлами. Появились классы Kohana_Config_Reader и Kohana_Config_Writer, позволяющие на их основе реализовывать собственные драйверы для работы с различными источниками данных (файлы, СУБД и т. д.). Кроме того, HTTP-кеширование, появившееся в 3.1.x, было вынесено из класса Request в отдельный класс HTTP_Cache модуля Cache.

#### Отличие Kohana 3.3 от Kohana 3.2
В ветке 3.3.x было принято решение о переходе на стандарт PSR-0 (англ.). В связи с этим все имена каталогов и файлов классов должны начинаться с большой буквы. Кроме того, осуществлен целый ряд изменений по повышению изоляции HMVC-запросов, обработке ошибок выполнения запросов и т. д. Добавлен новый модуль Minion для выполнения Cron-задач.

### История версий
| Цвет    | Описание                              |
| ------- | ------------------------------------- |
| Красный | Старая версия; не поддерживается      |
| Жёлтый  | Старая версия; всё ещё поддерживается |
| Зелёный | Текущая версия                        |
| Голубой | Планируемая версия                    |

| Название  | Версия | Кодовое имя   | Подверсия | Дата выпуска | Существенные изменения |
| --------- | ------ | ------------- | --------- | ------------ | --- |
| BlueFlame | 1.0    |               | 1.0       | 2007-05-31   | - Первоначальный релиз - Форк от CodeIgniter 1.5.4 (предварительный релиз, ревизия 566 в svn) |
| Kohana    | 2.0    | Superlime     | 2.0       | 2007-11-08   | - Код полностью переписан, нет старого унаследованного кода - Прекращена совместимость с PHP4, ориентация на PHP5 - Полностью объектно-ориентированный программный каркас - В поставку включены модули - Концепция каскадных ресурсов                                                                          |
| Kohana    | 2.1    | Schneefeier   | 2.1.0     | 2008-02-05   | - Новые библиотеки: Cache, Image, ORM, Payment - Новые хелперы: num, expires, email, html::link(), html::breadcrumb(), arr::binary_search(), valid::standard_text(), text::widont(); - Новые модули: Auth & Forge; драйверы PostgreSQL и MySQLi - Компрессия вывода gzip, исправления ошибок и изменения в API |
| Kohana    | 2.1    | Schneefeier   | 2.1.1     | 2008-02-06   | - Исправлена ошибка расширения хелперов - Добавлены английский (UK), немецкий и македонский языки |
| Kohana    | 2.1    | Schneefeier   | 2.1.2     | 2008-06-10   | - Добавлена константа KOHANA_IS_WIN, которая сигнализирует о работе на платформе Windows - Многочисленные исправления ошибок |
| Kohana    | 2.2    | Efímera       | 2.2.0     | 2008-08-08   | - Новые библиотеки (Captcha) - Новые хелперы (upload, format, и т. д.) - Новые атрибуты конфигурации, - Новые драйверы (MSSQL, PayPal Pro) - Чистка кода, оптимизация и исправления ошибок |
| Kohana    | 2.3    | Kernachtig    | 2.3.0     | 2008-12-20   | - Новый роутер - Новая библиотека баз данных (object_db) |
| Kohana    | 2.3    | Kernachtig    | 2.3.1     | 2009         | |
| Kohana    | 2.3    | Kernachtig    | 2.3.2     | 2009         | |
| Kohana    | 2.3    | Aegolius      | 2.3.3     | 2009-05-31   | |
| Kohana    | 2.3    | Buteo Regalis | 2.3.4     | 2009-06-05   | |
| Kohana    | 2.4    | -             | 2.4-RC1   | 2009-11-19   | Планировалась как логичное продолжение ветки 2.3, но ввиду выпуска версии 3.0 так и не была доведена до стабильного релиза. |
| Kohana    | 3.0    | renaissance   | 3.0.0     | 2009-09-17   | - Код полностью переписан. Нет совместимости с приложениями, написанными для 2.х - Архитектура соответствует шаблону проектирования HMVC - Добавлена новая функциональность ядра - Все хелперы и библиотеки являются классами в папке classes (без каталогов helpers/libraries)                                |
| Kohana    | 3.0    | renaissance   | 3.0.1     | 2009-10-16   | - Код полностью переписан. Нет совместимости с приложениями, написанными для 2.х - Архитектура соответствует шаблону проектирования HMVC - Добавлена новая функциональность ядра - Все хелперы и библиотеки являются классами в папке classes (без каталогов helpers/libraries)                                |
| Kohana    | 3.0    | renaissance   | 3.0.2     | 2009-11-21   | - Код полностью переписан. Нет совместимости с приложениями, написанными для 2.х - Архитектура соответствует шаблону проектирования HMVC - Добавлена новая функциональность ядра - Все хелперы и библиотеки являются классами в папке classes (без каталогов helpers/libraries)                                |
| Kohana    | 3.0    | renaissance   | 3.0.3     | 2009-11-23   | - Код полностью переписан. Нет совместимости с приложениями, написанными для 2.х - Архитектура соответствует шаблону проектирования HMVC - Добавлена новая функциональность ядра - Все хелперы и библиотеки являются классами в папке classes (без каталогов helpers/libraries)                                |
| Kohana    | 3.0    | wyau cwningen | 3.0.4     | 2010-04-04   | - Код полностью переписан. Нет совместимости с приложениями, написанными для 2.х - Архитектура соответствует шаблону проектирования HMVC - Добавлена новая функциональность ядра - Все хелперы и библиотеки являются классами в папке classes (без каталогов helpers/libraries)                                |
| Kohana    | 3.0    | wyau cwningen | 3.0.5     | 2010-05-25   | - Код полностью переписан. Нет совместимости с приложениями, написанными для 2.х - Архитектура соответствует шаблону проектирования HMVC - Добавлена новая функциональность ядра - Все хелперы и библиотеки являются классами в папке classes (без каталогов helpers/libraries)                                |
| Kohana    | 3.0    | sumar hiti    | 3.0.6     | 2010-06-07   | - Код полностью переписан. Нет совместимости с приложениями, написанными для 2.х - Архитектура соответствует шаблону проектирования HMVC - Добавлена новая функциональность ядра - Все хелперы и библиотеки являются классами в папке classes (без каталогов helpers/libraries)                                |
| Kohana    | 3.0    | hattrick      | 3.0.7     | 2010-07-11   | - Код полностью переписан. Нет совместимости с приложениями, написанными для 2.х - Архитектура соответствует шаблону проектирования HMVC - Добавлена новая функциональность ядра - Все хелперы и библиотеки являются классами в папке classes (без каталогов helpers/libraries)                                |
| Kohana    | 3.0    | großen jäger  | 3.0.8     | 2010-09-22   | - Код полностью переписан. Нет совместимости с приложениями, написанными для 2.х - Архитектура соответствует шаблону проектирования HMVC - Добавлена новая функциональность ядра - Все хелперы и библиотеки являются классами в папке classes (без каталогов helpers/libraries)                                |
| Kohana    | 3.0    | nya året      | 3.0.9     | 2010-12-30   | - Код полностью переписан. Нет совместимости с приложениями, написанными для 2.х - Архитектура соответствует шаблону проектирования HMVC - Добавлена новая функциональность ядра - Все хелперы и библиотеки являются классами в папке classes (без каталогов helpers/libraries)                                |
| Kohana    | 3.0    | Hierofalco    | 3.0.10    | 2011-03-13   | - Код полностью переписан. Нет совместимости с приложениями, написанными для 2.х - Архитектура соответствует шаблону проектирования HMVC - Добавлена новая функциональность ядра - Все хелперы и библиотеки являются классами в папке classes (без каталогов helpers/libraries)                                |
| Kohana    | 3.0    | vespertinus   | 3.0.11    | 2011-05-02   | - Код полностью переписан. Нет совместимости с приложениями, написанными для 2.х - Архитектура соответствует шаблону проектирования HMVC - Добавлена новая функциональность ядра - Все хелперы и библиотеки являются классами в папке classes (без каталогов helpers/libraries)                                |
| Kohana    | 3.0    | cuvierii      | 3.0.12    | 2011-07-24   | - Код полностью переписан. Нет совместимости с приложениями, написанными для 2.х - Архитектура соответствует шаблону проектирования HMVC - Добавлена новая функциональность ядра - Все хелперы и библиотеки являются классами в папке classes (без каталогов helpers/libraries)                                |
| Kohana    | 3.1    | merle         | 3.1.0     | 2011-02-07   | - Усовершенствована работа Request/Response - В валидацию добавлены контексты - Удален модуль Pagination |
| Kohana    | 3.1    | aesalon       | 3.1.1     | 2011-02-16   | - Усовершенствована работа Request/Response - В валидацию добавлены контексты - Удален модуль Pagination |
| Kohana    | 3.1    | Hirondelle    | 3.1.2     | 2011-04-14   | - Усовершенствована работа Request/Response - В валидацию добавлены контексты - Удален модуль Pagination |
| Kohana    | 3.1    | araea         | 3.1.3     | 2011-05-02   | - Усовершенствована работа Request/Response - В валидацию добавлены контексты - Удален модуль Pagination |
| Kohana    | 3.1    | fasciinucha   | 3.1.4     | 2011-07-24   | - Усовершенствована работа Request/Response - В валидацию добавлены контексты - Удален модуль Pagination |
| Kohana    | 3.1    | biarmicus     | 3.1.5     | 2012-08-31   | - Усовершенствована работа Request/Response - В валидацию добавлены контексты - Удален модуль Pagination |
| Kohana    | 3.2    | Kolibri       | 3.2.0     | 2011-07-24   | - Дальнейшая доработка механизма Request/Response - Изменен принцип работы с конфигурационными файлами (драйверы на основе классов Kohana_Config_Reader и Kohana_Config_Writer) |
| Kohana    | 3.2    | Milvago       | 3.2.1     | 2012-08-27   | - Дальнейшая доработка механизма Request/Response - Изменен принцип работы с конфигурационными файлами (драйверы на основе классов Kohana_Config_Reader и Kohana_Config_Writer) |
| Kohana    | 3.2    | hypoleucos    | 3.2.2     | 2012-08-31   | - Дальнейшая доработка механизма Request/Response - Изменен принцип работы с конфигурационными файлами (драйверы на основе классов Kohana_Config_Reader и Kohana_Config_Writer) |
| Kohana    | 3.3    | badius        | 3.3.0     | 2012-10-23   | - Переход на стандарт PSR-0 - Повышение изолированности HMVC-запросов (Request) - Более удобная система обработки исключений - Добавлен модуль Minion а также модуль phpunit |